# Myioscaptia muscula
Myioscaptia muscula  (лат.) — вид слепней из подсемейства Pangoniinae. Эндемик Австралии.

## Внешнее строение
Серые мухи длиной до 10 мм. Глаза покрыты светлыми волосками. Длина усиков около половины высоты головы. Хоботок тонкий, немного длиннее высоты головы. Сосательные лопасти хоботка расширенны и частично хитинизированны. Среднеспинка покрыта оливково-серыми очень короткими волосками и с узкими светло-серыми полосками и рыжевато-коричневыми лежачими волосками. Около основания крыла имеются светло-охристые волоски. Крылья прозрачные, с небольшим темно-коричневым пятном между первой и второй радиальной жилками. Жужжальца каштаново-коричневые. Брюшко в оливково-серых коротких волосках, с блестящими оранжево-охристыми лежачими волосками на тергитах и блестящими светло-охристыми лежачими волосками на стернитах. Церки рыжевато-коричневые.
Длина личинки до 16 мм в длину и 6 мм в ширину. Когда личинка сжимается, голова полностью, а грудные сегменты частично, втягивается внутрь тела.
Куколка длиной до 18 мм. На голове имеются шесть пар маленьких щетинок. Голова и грудь покрыты очень маленькими тонкими щетинками. Брюшные сегменты 1—7 разделены продольными линиями на спинную, брюшную и боковую области.

## Биология
Личинки обитают на дне песчаных воронок в отложениях мелкого песка под нависающими скалами из песчаника, сделанных с личинками муравьиных львов. Питаются добычей муравьиных львов, в искусственных условиях питаются куколками чешуекрылых.

## Распространение
Встрачаются на юге Австралии (Новый Южный Уэльс).